# Raion de Liozna
Liozna (en belarús: Лёзненскі раён) és un raion o districte de Belarús, situat a la Província de Vítsiebsk. El raion comprèn una superfície de 1.418 quilòmetres quadrats. El centre administratiu és a la ciutat de Liozna.

## Demografia
Segons estimació en 2010 el raion comptava amb una població total de 17.659 habitants.